# Cupido taygetus
Cupido taygetus är en fjärilsart som beskrevs av Felder 1865. Cupido taygetus ingår i släktet Cupido och familjen juvelvingar. Inga underarter finns listade i Catalogue of Life.